# Lucien Petipa

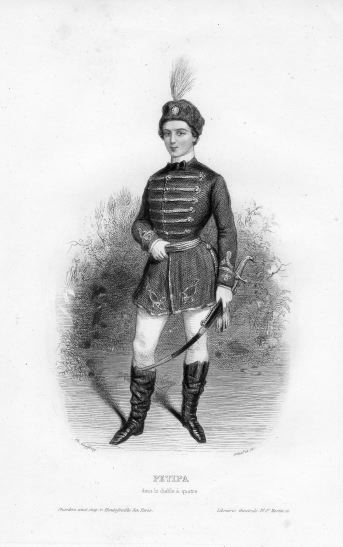
Lucien Petipa

Lucien Petipa (Marseille, 22 december 1815 – Versailles, 7 juli 1898) was een Franse balletdanser uit de vroege 19e eeuw (de periode van het romantische ballet). Zijn broer was Marius Petipa, een bekende balletchoreograaf aan het Russische Mariinskiballet, en zijn vader was Jean-Antoine Petipa.
Lucien Petita staat bekend als de oorspronkelijke uitvoerder van verscheidene hoofdrollen in romantische balletten. Hiervoor werkte hij samen met choreografen als Jean Coralli. Petitas best gekende rol is Albert, de hertog of Sliesa (later ook gekend als graaf Albrecht) uit de twee-akter Giselle uit 1841. Deze voerde hij uit met de Italiaanse ballerina Carlotta Grisi voor wie dit ballet geschreven was. Van 1860 tot 1868 was Petipa balletmeester aan de Opéra de Paris en tussen 1872 en 1873 was hij directeur van de Koninklijke Muntschouwburg te Brussel.

## Bekende rollen
- Albert in Giselle (1841)
- Achmed in La Péri (1843)

## Balletten
- In 1857 leidde Lucien Petipa een balletversie op de muziek van de tweede versie van de opera Le cheval de bronze.
- Sacountala (14 juli, 1858 in de Opéra de Paris)
- Graziosa (25 maart, 1861 in de Opéra de Paris)
- Le Roi d'Yvetot (28 december, 1865 in de Opéra de Paris)
- Le Marché des innocents, samen met zijn broer Marius Petipa (14 oktober, 1872, uitgevoerd in Brussel)
- Namouna (10 februari, 1882 in de Opéra de Paris)